# Банковский, Виктор Алексеевич
Виктор Алексеевич Банковский (1900—1957) — советский геолог-угольщик, учёный и производственник, был репрессирован (1938—1946).

## Биография
Родился 6 (19) августа 1900 года в городе Харьков, Российская империя.
В 1928 году окончил геолого-разведочное отделение Днепропетровского горного института.
Жил в городе Сталино. Работал начальником геологического отдела треста «Донбассуглеразведка». Изучал угли Донбасса.
В 1934—1938 годах по совместительству работал старшим научным сотрудником Института геологических наук АН УССР.

### Репрессии
Арестован 20 мая 1938 года. Приговорён 3 марта 1939 года тройкой Харьковского ВО к «высшей мере наказания», сидел в камере смертников. Расстрел был заменен на 15 лет исправительно-трудовых лагерей и 5 лет лишения политических прав.
Прибыл в Норильлаг 25 августа 1939 года, работал в геологическом отделе до 27 августа 1946 года. Переведён в тюрьму города Сталино, где его дело было пересмотрено. В 1946 году был освобожден.
Дальнейшая работа геологом
В 1955 году защитил кандидатскую диссертацию по теме «Фации отложений среднего и верхнего карбона Донецкого бассейна».
Занимался поисками, разведкой и инженерно-геологическими изысканиями. Автор 27 научных работ: две из них 1929 и 1935 годов, остальные опубликованы в 1949—1959 годах.
Скончался 7 февраля 1957 года в[уточнить], УССР.